# Wskaźnik pokrycia odsetek
Wskaźnik pokrycia odsetek (ang. times interest earned) – istota tego wskaźnika polega na ocenie ryzyka wystąpienia sytuacji, w której przedsiębiorstwo nie będzie posiadało gotówki aby zapłacić odsetki. Wskaźnik pokrycia odsetek ma postać:
| zysk netto + podatek dochodowy + odsetki |
| odsetki                                  |

Wskaźnik równy jeden oznaczałby, że cały osiągany przez przedsiębiorstwo zysk (przed pomniejszeniem go o podatek dochodowy i koszty odsetki) byłby przeznaczony na spłatę odsetek. Im wskaźnik większy od jedności tym mniej uciążliwe jest spłacanie rat odsetkowych. Można spotkać się z tezą, że ryzyko kredytowe jest dopuszczalne, gdy poziom wskaźnika wynosi co najmniej 4-5.
Można spotkać się również z inną formułą dla tego wskaźnika:
| EBIT (zysk operacyjny) |
| odsetki                |

Banki i analitycy finansowi korzystają z tego wskaźnika, jako najprostszej reguły umożliwiającej ocenę kondycji finansowej przedsiębiorstwa.